# 東京都立小石川中等教育学校
東京都立小石川中等教育学校（とうきょうとりつ こいしかわちゅうとうきょういくがっこう）は、東京都文京区本駒込に所在する東京都立中等教育学校（中高一貫校）。後期課程（高等学校に相当）からの入学（編入学）者は募集しない完全中高一貫校。

## 概要
1918年に東京府立第五中学校として創立。1950年、東京都立小石川高等学校と改称する。校名の「小石川」は、1946年に移転した現校地の所在地である小石川区（現：文京区）同心町に由来する。2006年に中等教育学校として改編され、現在の名称となった。
大正自由教育運動の震源地として知られ、澤柳政太郎の創立した成城小学校と共に新教育運動の中心的役割を果たしてきた学校である。理化学教育を重んじ、大正リベラリズムの気風を背景にしたアカデミックで自由な校風は、初代校長伊藤長七の「立志・開拓・創作」の三校是と「科学者や発明家を育てる学校」の理念に由来する。

## 建学の精神

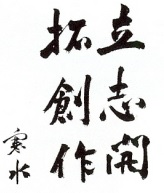
伊藤長七の「人生是創作」の書より

立志・開拓・創作
三校是と呼ばれている。「自ら志を立て、自分が進む道を自ら切り拓き、新しい文化を創り出す」という意味。府立五中の初代校長である伊藤長七が熱心に説いていた言葉である。以下は、第2回の入学式において、伊藤が新入生に語ったものである。

## 沿革

### 府立五中と伊藤長七

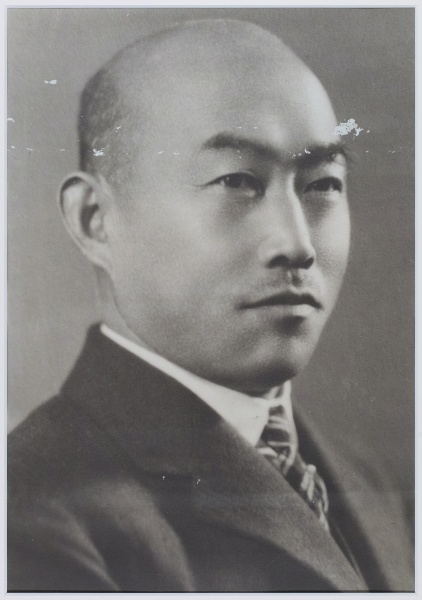
校長在籍時代の伊藤長七の肖像

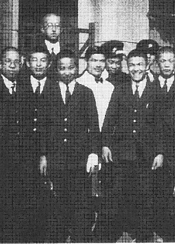
府立五中時代の制服。背広の採用は当時としては画期的であった

初代校長の伊藤長七は、東京朝日新聞に掲載された「現代教育観」において、「画一主義の普及」や「科学的研究の貧弱」といった論題で当時の様々な教育問題を革新的に論じ、一躍注目を浴びた。
井上友一東京府知事や後藤新平らの関与で府立五中の初代校長に抜擢されると、理化学研究所が隣接していた立地を活かし、自然科学を主とする理化学教育重視の学校を打ち出した。天体観測や気象観測などの実験や校外学習の重視、通常では中学3年次から始める物理・化学の中学1年次からの学習、独自に編集された「物理化学」の教科書の使用、当時としては高度な設備を持った化学実験室での実験講義など、伊藤の「科学者を輩出する学校」の理念の基に、他校とは一線を画する独自の理化学教育が行われた。
自由主義による教育を理想としていた伊藤は、大正デモクラシーの気風も追い風に、「男女共教」の観点から女性教師を次々と採用、「詰襟制服は胸元を圧迫し自由な思考を阻害する」との持論より、背広とネクタイを制服として制定、夏休みには、伊藤の故郷である長野県北佐久郡志賀村（現：佐久市）で農村生活の体験をする「転地修養隊」を結成。いずれも当時においては画期的であり、何もかもが型破りな教育者として、府立五中と伊藤長七の名が全国に広まった。
校長在任中に単独で米国大統領と会見を開くなど、海外渡航経験の豊富であった伊藤は、生徒達に国際的教養の必要性を説いて、国際交流や外国語教育にも力を入れた。イギリス人による英会話授業や、当時高価であったレコード教材による外国語授業、1921年には、日本中の子供達に英語で手紙を書かせて、1万通を超える手紙を海外の訪問先で配布して、文通による国際交流を実現した。大正という時代の中で、伊藤が生徒達に国際人としての意識を持たせようとしたエピソードとして、以下のものが知られている。
端午の節句の日に、伊藤は生徒達と、「アメリカに届くように」と、校庭から風船を入れた紙製の鯉を飛ばした。結局国内から郵送され返ってきてしまったが、伊藤は生徒達に「諸君、この鯉のぼりはアメリカに行って、埼玉県に帰ってきたのだ。」と話した。
1930年に肺炎のため死去。学校葬が執り行われた。伊藤長七の死後も、教育理念はOBの眞田幸男（第6代校長・1964年 - 1968年）らによって連綿と受け継がれ、今日に至っている。

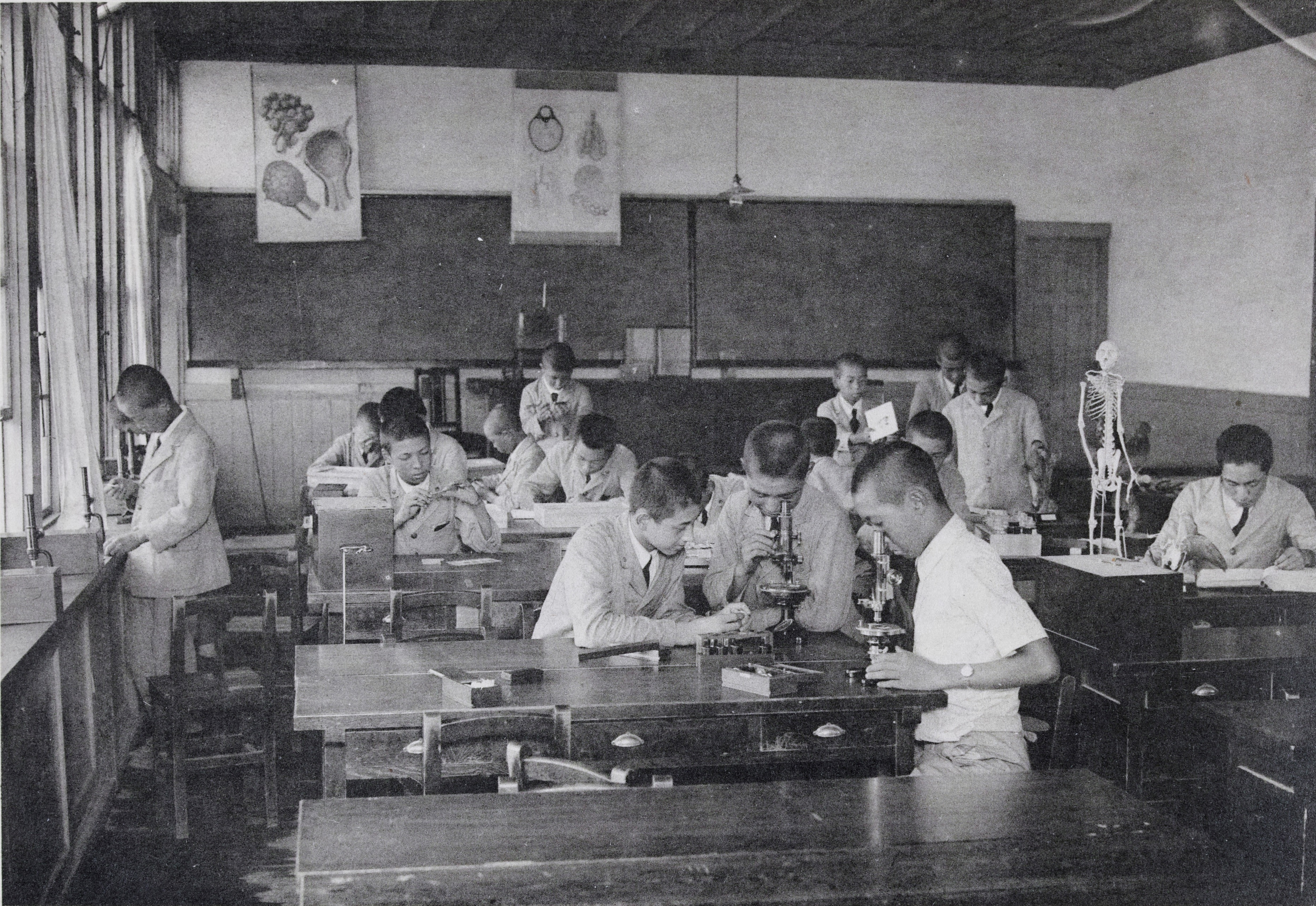
博物教室（大正時代）
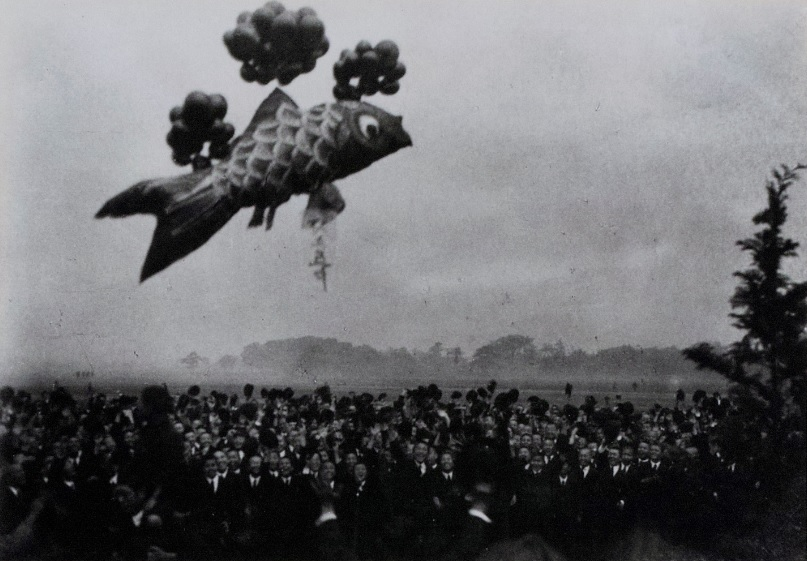
鯉上げの様子（大正時代）
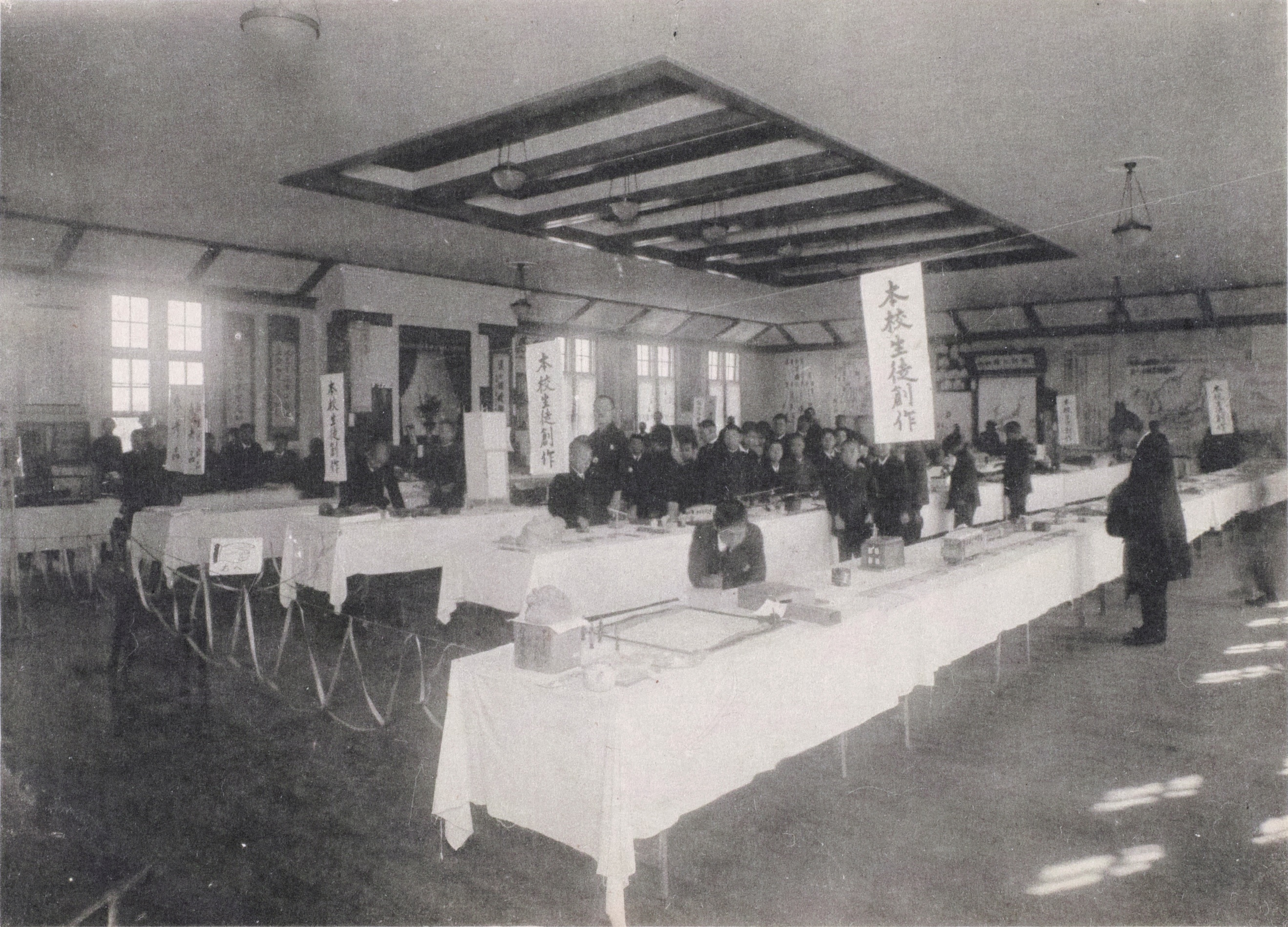
1920年第1回創作展
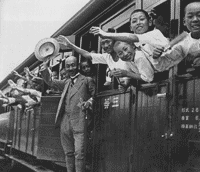
「転地修養隊」の引率をする伊藤長七と生徒達

### 年表
- 1918年 - 東京府立第五中学校として設立。翌年、小石川区駕籠町（現：文京区本駒込二丁目、現校地）に開校。
- 1943年 - 都制実施に伴い、東京都立第五中学校と改称。
- 1945年
  - 4月 - 戦災により駕籠町の校舎焼失、明化国民学校（現：文京区立明化小学校）に移転。
  - 11月 - 滝野川の旧陸軍東京第一造兵廠内の地（現：東京都立王子総合高等学校）に移転。
- 1946年11月 - 同心町の小石川高等小学校・小石川工業学校校舎（現：文京区立茗台中学校）に移転。
- 1948年 - 東京都立第五新制高等学校と改称。
- 1949年 - 男女共学となる。
- 1950年 - 東京都立小石川高等学校と改称。
- 1957年 - 現在地（創立時の場所）に移転。
- 1967年 - 学校群制度の導入で竹早と共に41群に属す。
- 1992年 - 新校舎（第一期）完成。校庭は旧校舎があった場所に解体の後整備。それまで体育祭などは六義園横の六義公園運動場を使用。
- 1994年 - 体育館棟が完成し、新校舎が落成。旧体育館のあった場所はテニスコートに整備。
- 2006年
  - 東京都立小石川中等教育学校を開校し中高一貫校化。前期課程募集を開始。
  - スーパーサイエンスハイスクールに文部科学省より指定を受ける。
- 2008年 - 定時制一橋分校閉課程[5]。
- 2009年 - 全日制募集停止。
- 2011年 - 高等学校を閉校し、中等教育学校に完全移行。

## 校歌
1919年に制定。伊藤長七自身が作詞。作曲は北村季晴。6番まであるが、通常は1・4・6番のみが歌われる。校歌の歌詞には「開拓」「創作」といった三校是が盛り込まれ、4番の「科學の道に分け入りて」という歌詞では、創立以来の理化学教育の重視が謳われている。
5番の歌詞で「菅の荒野を飛ぶ鷲の羽風も高き飛騨の山」と、東京の学校であるにもかかわらず信濃国にまで及ぶのは、伊藤が信州の出身であり、信州が彼にとっての教育思想の源流だからである。

## 教育
最大の特長は、創立以来の理化学教育の振興である。伊藤長七の「原理は後にして先ず事実」との方針により、創立時より、物理・化学・生物・地学の各分野の専門実験室と専門教諭を置き、授業の約7割を、仮説と検証を繰り返す実験・実習に当てるという方針を戦前より守っている。入学時には白衣・実験用ゴーグル購入が義務付けられており、実験時に着用する。授業は、検定教科書よりも、学校独自のテキストやプリントを中心に展開する。生物の授業では、60年以上も改訂されながら受け継がれてきた「生物実習」という200ページを超える独自教科書が配布され、科学的考察力の養成を徹底している。
生徒による研究活動の成果や、内外の特別活動で大きな成果を多大な功績を残した生徒に対しては「伊藤長七賞」が贈られる。

### 小石川教養主義
伊藤長七が唱えた「全人的教養主義」を戦後も引き継ぎ、「小石川教養主義」と称している。文系・理系でクラス分けをすることなく、真の教養ある人間になるために、全ての科目を5年次までに学ぶという方針である。後期課程においては、全国の高等学校でほとんど消滅した地学の授業を全員が履修することがその象徴である。

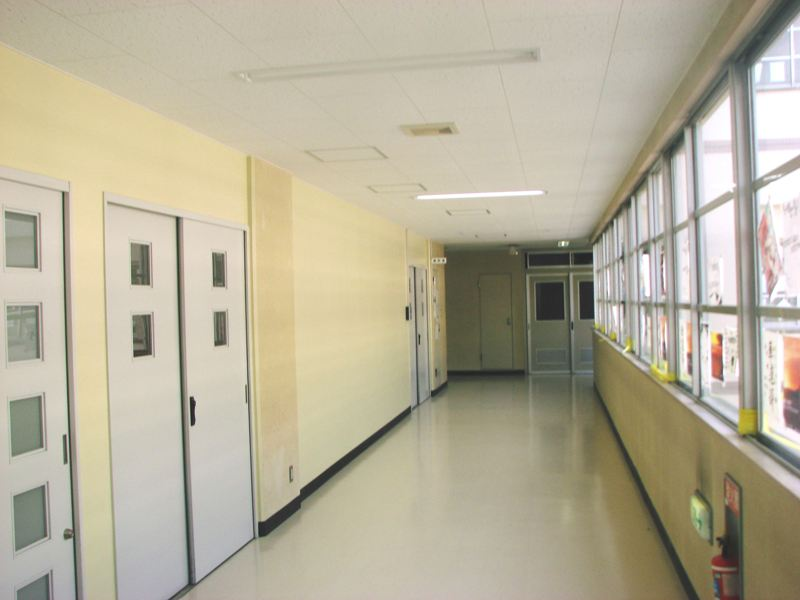
廊下

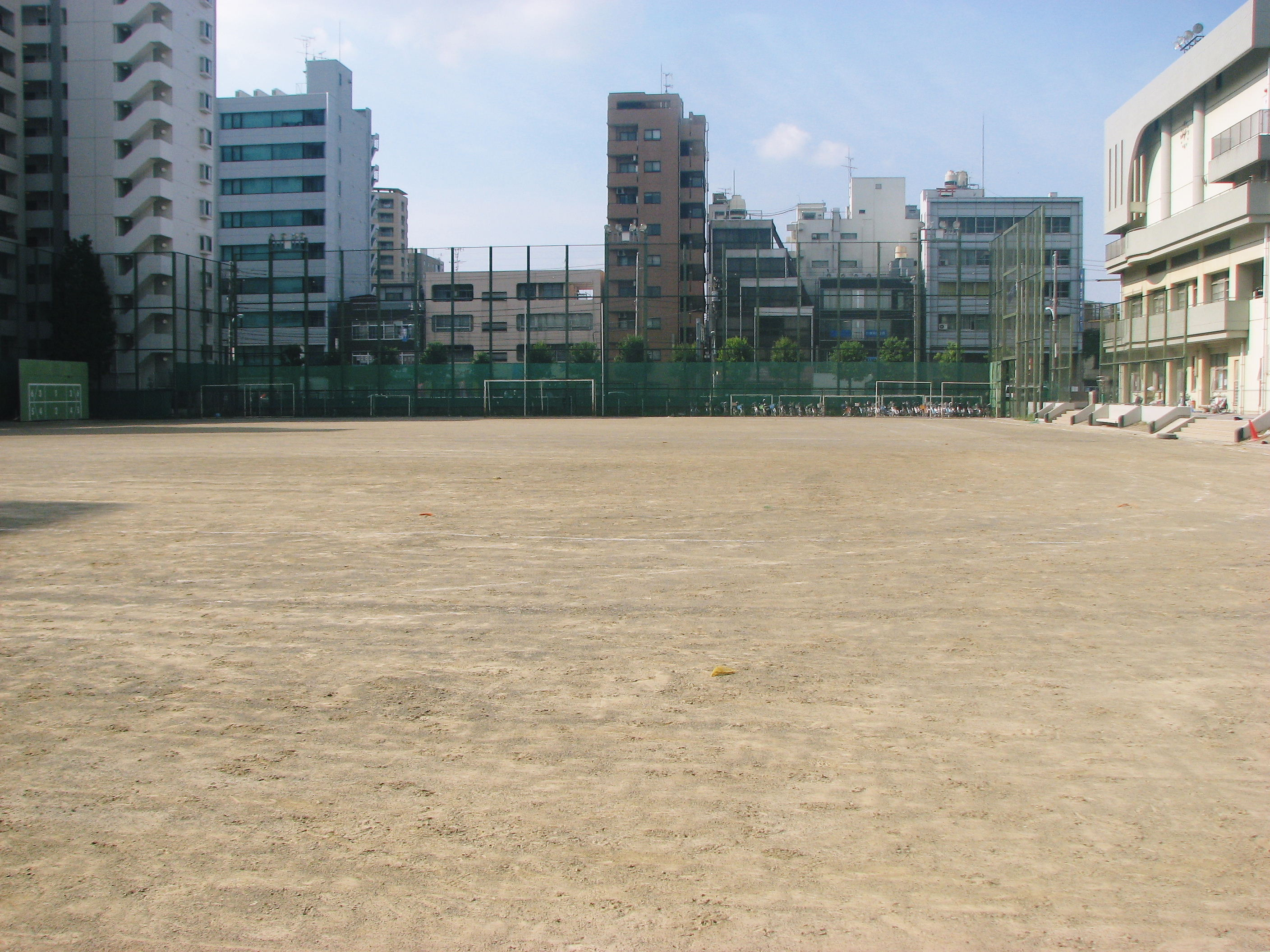
校庭

### 特別講座
6年次には通常授業の半数が「特別講座」という広範な選択科目となる。生徒は、希望進路や興味に応じた演習科目や発展講座を選ぶことができる。「生命科学基礎実習」などの実験に特化した講座や、「アジア論概説」や「整数の性質」といった教養主義的なものまで多種多様である。
さらに、長期休暇中には教諭による哲学書の輪読会といった課外講座が実施されることもあり、1年次から学年の枠を超えて興味のある者が集い、大学教養課程にまで踏み込んだ高度な講義が行われている。

### 小石川フィロソフィー
専門的な課題研究を行い学術論文を執筆する小石川独自の科目である。1年次から、文章表現、データ解析、数字処理、仮説検証、情報発信といった基礎を学び、4年次には、約15種類の講座に分かれて、1年間かけて研究テーマを探求し学術論文を完成させる。担当教員がそれぞれにつき、講座は、「日本近現代文学」「統計解析」「地学分野研究」「伊勢物語とその周辺」など多彩である。研究成果は海外を含む内外の発表会で発信する。

### 国際教育
満州・朝鮮・ヨーロッパ・カナダ・シベリアなど、数多くの海外渡航をした伊藤長七は、真の国際的教養の必要性を主張し、当時としては画期的な英会話やレコード教材を使った授業など、戦前では珍しい外国語を重視した教育を行っていた。複数のネイティブの教諭が常在しており、英文法やコミュニケーション力の一辺倒に偏らない総合的な語学力の習得を目指した教育が行われている。
3年次ではオーストラリア・アデレードへの海外語学研修が2週間にわたって実施されており、ホームステイをして現地校の授業を受けることができる。その準備段階として、2年次に国内語学研修が行われるほか、英語暗唱コンテスト、英語でのメール交換などが実施されている。また、5年次にもシンガポールへの海外修学旅行が実施される。
その他、後期生の希望者は第二外国語として中国語やフランス語、ドイツ語を選択し、本格的に学ぶことができる。

### 制服
伊藤長七は「詰襟制服は胸元を圧迫し自由な思考を阻害する」との特論から、全国に先駆けてネクタイと背広型の制服を採用した。
現在では、前期課程において、府立五中時代の制服をアレンジした、紺のブレザーとストライプのネクタイを着用する。後期課程では、生徒の自主性を尊重して、私服での登校が認められている。後期において制服や基準服の指定は存在しない。結果として多くの生徒が私服で登校するが、一部でいわゆる「なんちゃって制服」といわれる一般の高校生の制服を模した服装をする者もいる。
式典時、前期生は制服、後期生は制服に準じた正装の着用が求められる。

### 適性検査
入学者の決定において実施される適性検査は、他校と比較して問題量がかなり多く難易度も高めで、理数科目を極めて重視した問題となっている。私立中学校の入学試験と問題の傾向が似ている分野が多い。都立の中高一貫校では適性検査Ⅰ・Ⅱの2科目が課されるのが一般的であるが、小石川では3科目が課される（Ⅰでは国語、Ⅱでは社会、Ⅲでは算数・理科の学力が問われている）。都立の中高一貫校の中では最難関であり、武蔵・両国と共に「都立中御三家」と称されている。

## 行事
芸能祭・体育祭・創作展の三つが三大行事である。学生が行事に専念できるよう、伝統的に9月中旬〜下旬に集中的に開催され、この時期は「行事週間」と呼ばれている。
この期間中は通常授業が一切行われず、伊藤長七が打ち立てた「立志・開拓・創作」の校是の下、完全に生徒の自主性に任された行事運営がなされる（行事運営委員会が中央委員会、いわゆる生徒自治会で設置され、予算、運営、決算から全て生徒が行う）。
三大行事のうち一般人が観覧できるのは創作展のみとなっており、芸能祭・体育祭はOB・OGや保護者以外原則非公開である。

### 芸能祭
1919年に学芸会が開催され、終戦直後に現在の名称になった。100年間続いている伝統行事であり、部活動団体や一般団体（バンドなど）が舞台上でライブパフォーマンス等を行う。現在は校内のアリーナ（体育館）で開催されているが、全生徒が見れにくく暑い会場のキャパシティなどの問題で、比較的最近までは、旧日比谷公会堂（改修前）、文京シビック大ホール、練馬文化センターこぶしホールなどの外部で開催されていた。
放送・文化・映像配信委員で構成される芸能祭実行委員会が設置され、最優秀団体には「芸能祭大賞」が贈られる。

### 体育祭
運営は体育委員会。事前に予備大会が行われ、その得点が本大会での持ち点に加算される。
校庭で行われるため天候に左右されやすく、また行事週間は日本列島に台風が接近しやすい、予備日が一日しかない等の理由から中止になることがある。
過去の例を見ると体育館で大幅に競技を絞ったミニ体育祭が行われた事例がある。

### 創作展
運営は創作展実行委員会。1921年に伊藤長七が生徒の創作意欲を掻き立てるために創った学校行事であり、全国の学校文化祭の先駆けとして知られる。現在では各クラスがそれぞれ展示や演劇などを行う。演劇部や文芸部、化学研究会、音楽系部活（4つある）も部活動団体として展示や演奏をする。
光庭パネルと言われる発泡スチロール製の宣伝パネルが期間中吹き抜けに展示されていたが、現在は布製に変わっている。
3 - 6年生は伝統的に（小石川高校時代から）クラス単位で演劇を上演し、1.2年生は展示を行う。最優秀作品には「創作展大賞」が贈られる。

### 後夜祭
運営主体は中央委員会。小石川高校時代には、「今日もチェリオが飲めるのは創作展のおかげです」「そば屋」という掛け声とともに校庭を駆け回ったりお菓子（チョコ）を交換することもあったそうだが現在その風習は失われ、芸能祭大賞・創作展大賞など各部門の上位入賞グループ・クラスを主催委員会の幹部が表彰する行事となっている。
例年創作展の二日目の夕方下校時刻過ぎにかけて行われていたが、最近創作展片付け日（翌日）行われるようになった。
後夜祭団体と呼称される芸能祭に出演していない団体の出演もある。これは創作展二日目の票の集計の時間稼ぎの意味合いもあったが、現在に至っても続いている。
芸能祭大賞に選ばれた団体は再演も行う。過去には後夜祭団体として教員による演奏も存在した。

## 生徒自治会

### 生徒総会
生徒総会は、生徒自治会における最高の議決機関となっており、規約改正、予算などの学校運営に関する最終議決を行う。自主自立の観点と、生徒自治会を中心に生徒が全ての運営を行うことから、生徒は学校運営に関して盛んに発言をする。高校から中等教育学校に移行しても残り、前期生（中学生）も参加している。 また、目安箱と同じ立ち位置の「オピニオンボックス」も設置されており、生徒は無記名で投書することができる。

### 評議会
評議会は、生徒総会に次ぐ議決機関となっており、各HRから2名ずつ選出される。

### 中央委員会
中央委員会は生徒自治会最高の執行機関で、議決機関の決定に基づいて生徒自治会活動の執行を行う。

## 部活動
各クラブ・同好会の代表者により組織されている体育部連合・文化部連合の二つから、クラブ連合が構成されており、クラブ活動を円滑に行うための活動を行っている。

### サッカー部
元日本代表の大杉謹一（国語科漢文教師）は1922年に着任すると、授業時間45分のうちの15分をサッカーに当てた。伊藤長七校長が独創的な教育を奨励し、当時の学校規則に「休み時間は外に出る事」としたことから、五中内でサッカーが爆発的に広がり、1924年の蹴球部の創立に至った。その後サッカー界において「東京に五中あり」と評されるようになり、神戸一中と共に中学サッカー界の双璧として一時は名を馳せた。卒業生には日本サッカー殿堂入りをしている竹内悌三、福島玄一、岡野俊一郎がいる。OB会組織は紫躒会（しらくかい）。

### 物理研究会
- 物理班 - 物理専門書の輪読、物理室での実験、国際物理オリンピックに向けた活動をする。
- 写真班 - 写真甲子園の出場や創作展での作品展示に向けた活動を行う。
- ロボット班 - ロボットに興味がある生徒が集まりロボカップに向けたロボットの制作活動を行う。
- 鉄道班 - 2017年に創設された3番目に新しい班。鉄道模型コンテストへの参加や鉄道旅行を行う。
- ロケット班 - モデルロケットの制作等を行い、全国大会等に向けた活動・制作をする。

## 学校関係者と組織

### 関連団体
- 紫友同窓会
- 一般財団法人紫友会 - 小石川の教育環境の充実を目的とした財団法人。伊藤長七の私財や寄付により発足した。

## 交通
- 都営地下鉄三田線千石駅 徒歩3分
- JR山手線・都営地下鉄三田線巣鴨駅 徒歩10分
- JR山手線・東京メトロ南北線駒込駅 徒歩15分